# Valgoglio

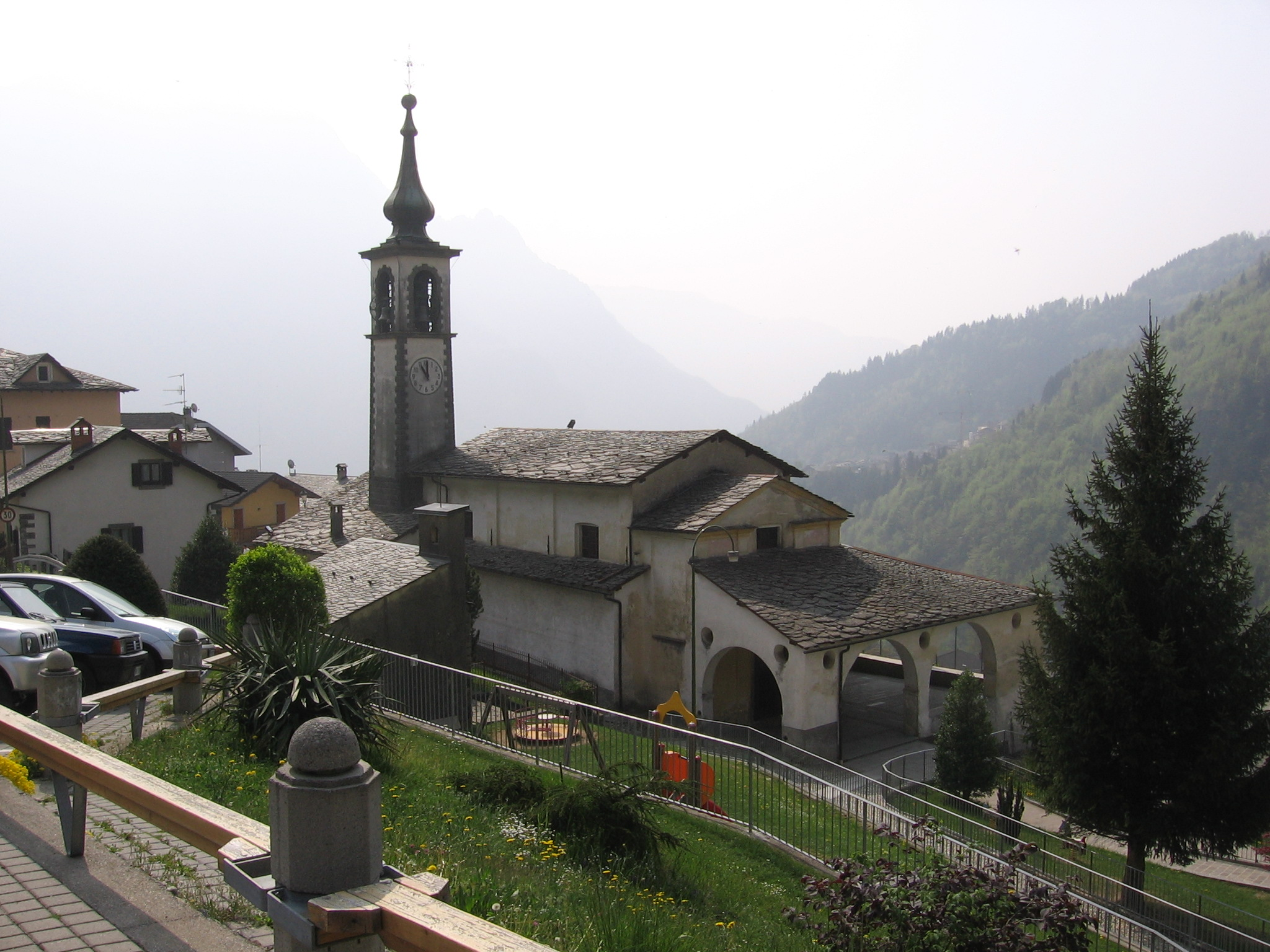
Kirche Santa Maria Assunta

Valgoglio ist eine norditalienische Gemeinde (comune) mit 568 Einwohnern (Stand 31. Dezember 2023) in der Provinz Bergamo in der Lombardei.
Die Gemeinde liegt etwa 44 Kilometer nördlich der Provinzhauptstadt Bergamo.
Der Name leitet sich vom Gebirgsbach Goglio ab, der sich hier in den Bergamasker Alpen seinen Weg in das Val Seriana schneidet.